# سد اویمور
سد اویمور (به لاتین: Aviemore Dam) یک سد در نیوزیلند است که در کنتربری، نیوزیلند واقع شده‌است.